# Томазов Валерій В'ячеславович
Томазов (Томозов) Валерій В'ячеславович (27 лютого 1968, м. Магдебург, НДР, нині Німеччина) — історик, громадський та культурний діяч, педагог, дослідник проблем генеалогії, некрополістики, просопографії, етнічної історії України, історії української культури та історії науки.

## Наукова та науково-організаційна діяльність
- 1991 р. закінчив історичний факультет Київського державного університету ім. Тараса Шевченка.
- 1991—1994 рр. — аспірант Інституту історії України НАН України,
- з листопаду 1994 р. — молодший науковий співробітник,
- з вересня 2005 р. — науковий співробітник відділу української історіографії Інституту історії України НАН України,
- з 1 січня 2006 р. — науковий співробітник,
- з 1 лютого 2006 р. — старший науковий співробітник відділу спеціальних історичних дисциплін Інституту історії України НАН України,
- з 1 лютого 2008 р. — керівник центру спеціальних історичних дисциплін відділу української історіографії та спеціальних історичних дисциплін,
- з травня 2008 р. — керівник Центру,
- з березня 2009 р. — завідувач сектору генеалогічних та геральдичних досліджень відділу спеціальних галузей історичної науки та електронних інформаційних ресурсів.
- 1996—2002 рр. — директор Інституту проблем народної культури — заступник генерального директора Українського центру культурних досліджень Міністерства культури і мистецтв України.
- з лютого 2016 р. — науковий, старший науковий співробітник Інституту біографічних досліджень Національної бібліотеки України імені В. І. Вернадського.

Кандидатська дисертація «Генеалогія козацько-старшинських родів: історіографія та джерела (друга половина XVII — початок XXI ст.)» (2005, науковий керівник — доктор історичних наук, професор Ю. А. Пінчук). Наукове звання — старший науковий співробітник (2007 р.). Докторська дисертація "Греки-хіосці на Півдні України (кінець XVIII ст. — 1917 р.): просопографічний порт»рет етносоціальної спільноти» (2021, науковий керівник — доктор історичних наук, член-кореспондент НАН України Г. В. Боряк).
Автор понад 400 наукових та науково-популярних праць.
Член редколегії часописів «Записки історико-філологічного товариства Андрія Білецького» (1996—2008), «Історія давньої зброї», «Сфрагістичний щорічник», «Історико-географічні дослідження в Україні» та «Спеціальні історичні дисципліни: питання теорії та методики», головний редактор альманаху «Генеалогія».

## Стипендії
- У 1996—1998 рр. — здобув стипендію для молодих учених НАН України,
- 1998—1999 рр. — стипендіат Фонду державних стипендій Грецької Республіки,
- 2004 р. — стипендіат-дослідник Міністерства освіти та релігійних культів Грецької Республіки.

## Науково-громадська діяльність
- Дійсний член Українського геральдичного товариства (з 1994 р.),
- голова Українського генеалогічного товариства (1996—2008),
- член Ради (з 1996 р.) та секретар (1996—2008) Київського наукового історико-філологічного товариства Андрія Білецького,
- член колегії Київського (з 2005 р.) та Українського (з 2011 р.) товариства охорони пам'яток історії і культури,
- член Експертної ради з питань дизайну пам'ятних монет України при Національному банку України (з 2006 р.),
- член Українського комітету за возз'єднання мармурових скульптур Парфенону (з 2009 р.),
- член Національної спілки краєзнавців України,
- голова журі II (міського) етапу конкурсу-захисту науково-дослідних робіт учнів-членів Київської малої академії наук (секції «Історія України»; з 2015).

## Нагороди
- Лауреат премії НАН України для молодих учених (2004),
- подяка Міністерства культури і мистецтв України за професійні досягнення (2001) ,
- подяка Київського міського голови (2004),
- подяки Посольства України в Грецькій Республіці (2002, 2003, 2004),
- медаль і дипломом Міністерства культури й туризму України «За вагомий внесок у розвиток музейної справи та охорони культурної спадщини» (2006),
- Подяка Комітету з питань науки і освіти Верховної Ради України (2007),
- Грамотою Верховної Ради України «За заслуги перед Українським народом» (2011),
- подяки Департаменту освіти і науки, молоді та спорту Київської міської ради (2013, 2014),
- Заслужений працівник культури України (2016),
- подяки Малої академії наук України (2013, 2015, 2016, 2017, 2018, 2019),
- грамота Президії Національної академії наук України та Департаменту освіти і науки, молоді та спорту Київської міської ради (2015),
- почесна грамота Національної академії наук України (2018)
- віднаки інших освітніх, наукових організацій.

## Вибрані праці
- Вони служили України // Хроніка 2000. Україна-Ізраїль. — К., 1998. — Вип. 21-22. — С. 62-71.
- Модзалевский В. Л. Малороссийский родословник. Том V. — К.: Інститут українського археографії та джерелознавства ім. М. С. Грушевського НАН України, 1998. — Вип. 2. — 96 c. (Упорядкування).
- Греки на українських теренах. Нариси з етнічної історії. Документи, матеріали, карти. — К.: Либідь, 2000. — 488 с., іл. (співавтори — М. Ф. Дмитрієнко, В. М. Литвин, Л. В. Яковлева, О. В. Ясь).
- Родовід. Науково-методичний посібник. — К.: Український державний центр туризму і краєзнавства учнівської молоді, 2001. — 52 с.
- Україна. Віхи історії. — К.: Мистецтво, 2001. — 432 с.: іл. (співавтор — О. В. Ясь), перевидання: К.: Мистецтво, 2003. — 432 с.: іл.
- Становлення української генеалогії як наукової дисципліни. Початковий етап // Спеціальні історичні дисципліни: питання теорії та методики. — К.: Ін-т історії України НАН України, 2001. — Число 6(7). — Ч. 1. — С. 96-104.
- Нірод Ф. Спогади художника, або Записки щасливої людини. — К.: Либідь, 2003. — 180 с.; іл. (Упорядкування, вступна стаття, коментарі).
- Модзалевский В. Л. Малороссийский родословник. Том V. — К.-СПб.: ВИРД, 2004. — Вип. 3. — 80 с. (Упорядкування).
- Модзалевский В. Л. Малороссийский родословник. Том V. — К.-СПб.: ВИРД, 2004. — Вип. 4. — 80 с. (Упорядкування).
- Модзалевский В. Л. Малороссийский родословник. Том V. — К. -СПб.: ВИРД, 2004. — Вип. 5. — 100 с. (Упорядкування).
- Практично-утилітарна доба генеалогії козацько-старшинських родів (друга половина XVII — перша половина XIX ст.) // Спеціальні історичні дисципліни: питання теорії та методики. — К.: Ін-т історії України НАН України, 2006. — Число 13. — Ч. 1. — С. 128—143.
- Генеалогія козацько-старшинських родів: історіографія та джерела (друга половина XVII — початок XX ст.) — К.: Видавн. дім «Стилос», 2006. — 282 с.
- Україна. — К.: Мистецтво, 2007. — 432 с.: іл. (співавтор — О. В. Ясь).
- Греческие страницы украинской истории: популярное изложение. — К.: Лыбидь, 2009. — 224 с. (співавтор — О. В. Ясь).
- Рід Маврогордато (гілка Нікола) на Півдні Російської імперії: історико-просопографічне дослідження // Український історичний журнал. — 2010. — № 2. — С. 235—245.
- Рід Маврогордато (гілка Лакана) в Одесі: історико-генеалогічна розвідка // Архіви України. — 2010. — Вип. 3-4 (269). — С. 72-86.
- Пантелій Амвросійович Маврогордато та його родина: до історії роду Маворогордато на Півдні України (генеалогічний нарис) // Студії з архівної справи та документознавства. — К.: Держкомархів України, УНДІАСД, 2010. — Том 18. — С. 142—149.
- Το γένος των Μαυρογορδάτων (Μαυροκορδάτων) στη Ρώσικη Αυτοκρατορία (Рід Маврогордато (Маврокордато) в Російській імперії). — Χίος: Άλφα Πι, 2010. — 192 σελ.

## Біобібліографія
- Томазов Валерій В'ячеславович // Український центр культурних досліджень. — К. : УЦКД, 2002. — С. 37—38. (укр.)
- Томозов (Томазов) Валерій В'ячеславович // Інститут історії України Національної академії наук України. 1936—2006. — К. : Інститут історії України НАН України, 2006. — С. 662. (укр.)
- Томозов Валерий Вячеславович // Русское генеалогическое общество. Краткий биобиблиографический справочник. — СПб. : ВИРД, 1997. — С. 72—73. (рос.)
- Томозов (Томазов) Валерий Вячеславович // Члены российских генеалогических обществ. — М. : Старая Басманная, 2009. — С. 80, 125. (рос.)